# Anas Al-Shaikh-Ali
Anas Al-Shaikh-Ali (arabisch أنس الشيخ علي) ist der Vorsitzende des britischen Zweiges der Association of Muslim Social Scientists (AMSS; Vereinigung muslimischer Sozialwissenschaftler) und der Vorsitzende des Forum Against Islamophobia and Racism (Forums gegen Islamophobie und Rassismus) im Vereinigten Königreich. Er ist Academic Advisor am International Institute of Islamic Thought (IIIT; Internationalen Institut für islamisches Denken).
Er war einer der 138 Unterzeichner des offenen Briefes Ein gemeinsames Wort zwischen Uns und Euch (engl. A Common Word Between Us & You), den Persönlichkeiten des Islam an „Führer christlicher Kirchen überall“ (englisch: „Leaders of Christian Churches, everywhere …“) sandten (13. Oktober 2007).